# Veprius abaureus
Veprius abaureus är en tvåvingeart som först beskrevs av Philip 1958.  Veprius abaureus ingår i släktet Veprius och familjen bromsar. Inga underarter finns listade i Catalogue of Life.